# Midori
Midori，是一個輕量級的跨平台網絡瀏覽器。用C語言編寫，使用GTK，搜索部分基於OpenSearch的搜索框。其名稱來自於日文的。是Xfce的一部分。
自 2023 年以来，Gecko 一直被用作渲染软件。这是因为它基于新的基于 Firefox 的 Floorp 浏览器。

## 特點
- 使用WebKit排版引擎。
- 擴展使用C語言編寫

- 自帶的包括鼠標手勢，彩色標籤頁，廣告過濾等。

- 全面整合GTK+ 2和GTK+ 3。
- 支持用戶腳本和用戶樣式
- 支持標籤分頁
- 支持html5和部份CSS3

- 使用者可自由決定要不要啟用html5的localStorage和sessionStorage，默認為否。

- 支持國際化域名
- 支持快速撥號（英语：Speed dial）

## 外部連結
- （英文）Midori官方主頁 （页面存档备份，存于）
- （英文）Midori开发者主頁 （页面存档备份，存于）
- （英文）launchpad頁面 （页面存档备份，存于）